# 藤原盛方
藤原 盛方（ふじわら の もりかた）は、平安時代後期の貴族・歌人。藤原北家勧修寺流、民部卿・藤原顕時の子。官位は従四位下・民部少輔。

## 経歴
14歳の時には六位蔵人（『本朝世紀』久安6年8月8日条）となり、出雲国・出羽国の国守を務める少年受領になるという典型的な院近臣の子弟として昇進を遂げ、自身も後白河法皇の院近臣となる。だが、嫡男ではなかった盛方の昇進は院近臣でかつ平家の縁戚でありながら次第に停滞しがちとなり、仁安3年（1168年）に従四位下に叙され、翌年に民部少輔を辞任した後は散位のままで終わり、晩年は歌人や右大臣九条兼実の家司としての活動が目立っている。
歌人としては、『千載和歌集』に4首、『新古今和歌集』に2首など、勅撰和歌集に計10首採録されている。また、最古の『万葉集』の注釈と言われる『万葉集抄』の著者とも言われている。